# Emanuel Insúa
Emanuel Mariano Insúa Zapata (Buenos Aires, 10 aprile 1991) è un calciatore argentino, difensore del Racing Ferrol.

## Biografia
È fratello di Emiliano, anch'egli calciatore.

## Carriera

### Club
Cresciuto nelle giovanili del Boca Juniors, fa il suo esordio in prima squadra il 21 maggio 2012, in occasione della vittoria esterna per 2-0 contro il Racing Avellaneda.
Il campionato successivo passa in prestito al Godoy Cruz allenato da Martín Palermo. Qui gioca tutta la stagione da titolare e segna il suo primo gol da professionista il 19 agosto 2012, siglando la rete del definitivo 2-0 nella vittoria casalinga contro l'Atlético de Rafaela.
L'anno successivo rientra al Boca per fine prestito. Resta con gli Xeneizes un anno e mezzo collezionando complessivamente 37 presenze e 2 gol in campionato, oltre che 3 presenze in Coppa Sudamericana.
A gennaio 2015 si trasferisce a titolo definitivo alla squadra spagnola del Granada. 
Fa il suo esordio il 25 gennaio giocando tutti i 90 minuti nel pareggio esterno (2-2) contro il Deportivo La Coruña. Termina la stagione con 12 presenze.
Il 22 agosto 2015 Insúa è stato ceduto in prestito al Genoa per un anno, con clausola rescissoria, ma alla fine è passato all'Udinese, per il calcio d'inizio della stagione 2015-16. Riuscì a giocare solo una volta con il club in Coppa Italia.
Il 23 agosto 2017,Insúa ha lasciato l'Udinese dopo una stagione e mezza, per lo più trascorsa giocando come prestatore prima per il Newell's Old Boys, poi per il Racing Avellaneda, e ha firmato ufficialmente con il club della Super League Panathinaikos, con un contratto di 3 anni per un compenso non dichiarato. Il terzino sinistro argentino è un altro che non è riuscito ad avere un impatto nel club. Ha lottato per scalzare Niklas Hult dal posto da titolare. Ha trovato difficile trovare minuti di gioco e il suo cartellino rosso al PAOK non conquisterà nessun fan. Se, come si vocifera, Hult dovesse partire, il club si ritroverebbe in una situazione difficile come terzino sinistro. Il 24 febbraio 2018, Insúa ha cambiato abilmente direzione con uno sfacciato tacco di tacco prima di inviare un superbo tiro di curling con l'esterno del piede sinistro alle spalle di un senza speranza Nikos Melissas, siglando il punteggio in una partita vinta 2-0 in casa. Era il suo primo gol con il club. Il 24 novembre 2018, Insúa ha segnato dopo aver giocato un netto uno-due con Federico Macheda, in una partita vinta in casa per 5-1 contro l'Apollon Smyrnis. Il 6 aprile 2019, Insúa ha realizzato un gol magico quando il Panathinaikos si è portato a meno di cinque punti dall'Aris, quinto in classifica, dopo aver ottenuto una solida vittoria casalinga per 2-0 contro il club di Salonicco. L'argentino ha intercettato perfettamente il cross basso di Omri Altman e ha lanciato la palla sopra il portiere dell'Aris Julián Cuesta, non dandogli alcuna possibilità di prenderla.
Il 13 agosto 2020, Insúa ha firmato un contratto triennale con l'AEK Atene. Complessivamente, Insúa ha collezionato 60 presenze in Super League con il Panathinaikos, contribuendo con quattro gol e tre assist e impressionando con il suo approccio energico e appassionato sulla fascia sinistra. Insúa è stato ingaggiato come sostituto diretto del collega terzino d'attacco Niklas Hult. Il 16 febbraio 2021, è tornato in Argentina ed è passato in prestito fino a giugno alla squadra della Primera División Aldosivi, dove si era recentemente trasferito anche suo fratello Emiliano. Il 25 gennaio 2022, dopo aver risolto il contratto con l'AEK Athene, ha firmato un contratto annuale con il club di Primera División argentina Vélez Sarsfield per una quota non rivelata.
Il 3 gennaio 2023, Insúa si è trasferito a titolo gratuito al Banfield, con un contratto annuale.